# Virola crebrinervia
Virola crebrinervia är en tvåhjärtbladig växtart som beskrevs av Adolpho Ducke. Virola crebrinervia ingår i släktet Virola och familjen Myristicaceae. Inga underarter finns listade i Catalogue of Life.